# Lemawork Ketema
Lemawork Ketema Weldearegaye (né le 22 octobre 1986 près de Huruta en Éthiopie) est un athlète autrichien, spécialiste du marathon.

## Biographie
Réfugié politique en provenance de son pays natal en 2013, il remporte le championnat national de semi-marathon en 2017, avant de remporter la médaille de bronze par équipes lors des championnats d’Europe 2018 à Berlin, avec un record personnel de 2 h 13 min 22 s.
En 2019 il termine 11e du marathon de Vienne en 2 h 10 min 44 s, un nouveau record d'Autriche, ce qui lui permet de se qualifier pour les Jeux de Tokyo de 2020.

## Palmarès
| Date | Compétition           | Lieu   | Résultat | Épreuve  | Performance     |
| ---- | --------------------- | ------ | -------- | -------- | --------------- |
| 2018 | Championnats d’Europe | Berlin | 8e       | Marathon | 2 h 13 min 22 s |

## Records
| Épreuve       | Performance     | Lieu       | Date         |
| ------------- | --------------- | ---------- | ------------ |
| semi-marathon | 1 h 3 min 50 s  | Klagenfurt | 24 août 2014 |
| Marathon      | 2 h 10 min 44 s | Vienne     | 7 avril 2019 |